# 화성-10형

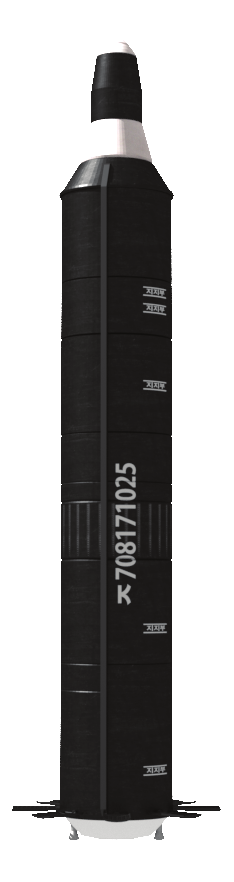

《화성-10》형, 또는 《화성-10》은  조선민주주의인민공화국의 중거리 탄도 미사일(IRBM)이다. 무수단 미사일 또는 노동-B라는 이름으로도 알려졌다. 소련의 R-27을 개량한 것으로 추정된다.
노동에서 발견된 세 번째 미사일인데, 앞서 발견된 노동 1호와 노동 2호는 서로 비슷한 외양인데 비해, 전혀 다른 외양이라고 해서 노동B라고 서방에서 명명해왔다. 최선희 북조선 외무부 미국국 부국장은 화성 10호라고 불렀다.

## 사거리
러시아 SLBM인 R-27U (액체연료)를 개량한 것으로 보이므로 무수단의 사거리는 4,000km가 될 것으로 추정된다. 원산에서 괌까지는 직선거리로 3,325km 떨어져 있으므로, "괌 킬러"일 가능성이 있다. 언론에선 무수단 미사일이 "괌 킬러"라고 자주 보도된다.
그러나, 북조선과 중국의 중거리 미사일 기술교류 뉴스나, 고체연료를 사용한 점을 감안하면, 중국 최초의 SLBM인 JL-1 (고체연료)을 카피한 것으로도 추정할 수 있다. JL-1의 초기버전 사거리는 1,770km이므로, 원산에서 괌을 공격할 수 없다. 따라서, 무수단은 대한민국과 일본을 주된 목표로 하고 있다고 추정할 수 있다.
대한민국 국군 당국은, 시뮬레이션 결과, 6번째 시험발사가 최대 3,500km를 비행한 것과 같다는 결론을 내렸다.

## 고체연료
한 대북소식통은 6차례 진행된 무수단 미사일이 고체연료를 사용했다고 주장했다. 2007년 북조선에 실전배치된 무수단 미사일은 액체연료지만, 2016년 6차례의 시험발사는 고체연료를 사용했다고 말했다. 2016년의 무수단이 고체연료 버전이라면, 러시아 R-27 SLBM(액체연료) 보다는 중국 JL-1 SLBM(고체연료)에 가깝다. 스커드 미사일, R-27 SLBM은 액체연료를 사용한다. 중국의 DF-21, JL-1은 고체연료를 사용한다.

## 핵탄두
2016년 1월 4차 핵실험 직후, 2016년 3월 9일 북조선이 공개한 KN-08 핵탄두는 직경 50∼63cm, 무게 200∼300kg, 폭발력 40∼80kt 정도가 될 것이라고 전문가들은 분석한다.
2016년 9월 5차 핵실험에서, 일부에서는 핵출력 200 kt에 해당하는 진도 5.5가 관측되었다. 무수단의 개발원형이라는 러시아 R-27U는 200 kt 핵탄두 3발을 탑재한다.

## TEL
북조선은 무수단 미사일을 장착하기 위해, 러시아, 벨라루스에서 SS-20 이동식 발사 차량 MAZ-547A/MAZ-7916 몇대를 입수했다.

## 요격 가능성
북한의 핵미사일을 요격하기 위해, 남한은 러시아 S-400 트리움프을 국산화 한 천궁 미사일 방어체제를 구축했다. 천궁의 제원은 알려져 있지 않지만, 러시아 S-400은 최대속도 초속 4.8km(마하 14)로 비행하는 공중 목표물을 요격할 수 있다. 패트리어트 PAC-3는 S-400 보다 성능이 낮다고 알려져 있다. 사거리 1,000-5,500km인 탄도 미사일은 IRBM이라고 부르는데, 사거리 3,000km일 경우에 대기권 재진입 낙하속도는 초속 5 km(마하 14.7) 정도 된다.
남한 국군 관계자는 무수단 6번째 시험발사에서, 대기권 재진입 속도가 마하 15~16(초속 5.1~5.4km)가량 됐다면서, 고도 40km 상공에서 마하 10(초속 3.4 km) 이하의 속도라고 밝혔다. 다른 관계자는 무수단이 고도 40km 상공에서 마하 8~9(초속 2.7~3.0 km)로 낙하한다면 패트리어트 PAC-3로 요격이 가능하다고 말했다.

## 사드 배치 논쟁
한민구 대한민국 국방부 장관은 "요격탄이 갖는 속도와 내려오는 미사일 속도에 대한 여러 가지 이견들이 있지만 대체로 사드 같은 것으로 (요격이) 가능한 것으로 평가하고 있다"고 말했다. 많은 전문가들이 사드 배치를 주장하며, 또한 상당수 전문가들이 사드 배치를 반대하고 있다. 한미일은 남한의 사드 배치를 주장하지만, 북중러는 미일중러의 현재 배치된 사드나 SM-3(해군형 사드)는 괜찮아도, 남한에 사드를 신규 배치하는 것은 군비경쟁을 부추기는 일로서, 더욱 북조선 핵무장을 촉진하게 될 것이라고 위협한다. 현재 6자 중에 남한과 북조선만 사드(THAAD)나 SM-3가 없으며, 수소폭탄도 없고, 사드도 모두 없는 나라는 남한 뿐이다.
2016년 7월 8일, 남한과 미국은 한반도에 사드를 배치하기로 결정하였다. 하지만 어디에 배치할지는 정하지 않았다.

## 실전배치
2010년 10월 10일 오전, 북조선이 로동당 창건 65주년을 맞아 김일성 광장에서 벌인 열병식에 8기의 무수단 미사일이 등장했다. 2007년 4월 25일 조선인민군 창건일 열병식에서도 등장했었다.
2016년 기준으로, 남한군은 무수단이 50기 실전배치되었다고 보는데, 미군은 100기가 배치되었다고 판단한다. 남한군과 미군은 무수단이 로켓만 생산한 것이지, 핵탄두는 수량이 부족해서, 아직 탑재가 완료되지 않았다고 본다. 그러나, 2005년 3월 월간 말지의 인터뷰에서, "북조선의 비공식 대변인"이라는 김명철(61) 박사는 북조선이 1980년대 중반 300 kg의 수입 플루토늄을 보유하고 있었고, 요즘은 플루토늄 1 kg만 있으면 핵폭탄 1개를 만들 수 있다고 말했다. 영변에서 자체 생산한 플루토늄이 아니라 외국에서 수입한 플루토늄만으로 핵탄두 300발을 만들 수 있다고 주장했다.

## 중국
원래 러시아의 R-27 미사일은 잠수함 발사형과 수상함 발사형만 알려져 있는데, 로동당 열병식에서는 이동식 차량 발사대에 탑재되어 공개되었다. 차량 발사대형은 러시아가 아니라 중국 DF-2, DF-21, DF-26으로 존재한다.
1991년 7월 북조선이 중국 감숙성 은천 미사일 기지에서 사정거리 800km의 중거리 다탄두(MIRV) 탄도 미사일을 시험발사하는데 성공했다. 중국의 원조로 개발한 것으로서, 발사시설은 중국이 대여했다. 북조선은 1988년 이후 90명의 과학자를 은천 핵로켓기지에 파견, 중국으로부터 핵실험 기술 및 미사일발사 기술을 배웠다. 미사일 실험을 성공한 것으로 보아 핵실험 기술 습득도 완료한 것으로 보인다. 또한 중거리 미사일 개발을 위해 230명의 육해공군 무기 전문가들을 중국 요동반도에 있는 대연 해군기지에 파견해 연수중이라고 일본 월간 센타쿠지가 1991년 12월 6일 보도했다.
북조선은 그동안 리비아에서 발견된 중국 DF-2 핵미사일의 핵탄두 설계도를 입수한 것으로 보도되었다. 대니 B. 스틸먼은 저서 The Nuclear Express에서, ‘중국의 친구들’이 북조선은 중국의 CHIC-4 설계도를 개량한 것을 가지고 있다는 말을 하였다고 소개하였다. 중국 DF-2 핵미사일의 CHIC-4 핵탄두는 폭발력 12 kT, 무게 1,500kg이다.

## 이란
독일의 일간지 빌트는 2005년 12월 이란이 18개의 완제품 노동B 미사일들을 부품상태로 위장하여 북조선으로부터 구입했다고 보도했다. 이란이 이스라엘뿐 아니라 중부유럽(프랑스 파리 남부까지)도 핵공격이 가능할 것이라고 보도했다.

## 관련기록
- 2005년 12월 이란이 무수단 미사일 완제품 18개를 부품상태로 위장하여 북조선으로부터 구입했다.
- 2006년 이란이 무수단 미사일을 시험발사하는데 성공했다.
- 2016년 4월 15일 오전 5시 30분, 강원도 원산 호도반도의 이동식발사차량(TEL)에서 무수단 미사일을 발사했다. 수직으로 비행 자세를 잡고 솟아오르기도 전에, 발사 5~6초 후 공중 폭발해, 발사 차량과 인명에 피해가 났을 것으로 추정된다고 보도되었다.[16] 4월 15일은 태양절이다.
- 2016년 4월 28일 오전 6시 40분, 강원도 원산 이동식발사차량(TEL)에서 무수단 미사일을 발사했다. 남한군 관계자는 “공중 폭발은 아니고 몇백 m가량 비행하다 추락했다”고 말했다.
- 2016년 4월 28일 오후 7시 26분, 2차 발사가 실패하고 11시간이 지나서, 강원도 원산 이동식발사차량(TEL)에서 무수단 미사일을 발사했다. 10여 초간 수 km 상공으로 상승하다 공중 폭발했다.[17] 3차 발사가 모두 실패하면서, 그동안 무수단 미사일과 같이 시험발사 성공 없이 열병식에만 등장해, 모형이다 아니다 논란이 많았던 KN-08, KN-14 ICBM들도, 모형이 아니라고 할지라도, 실제 성공적인 발사가 가능한지는 회의적이라는 추정을 할 수 있게 되었다.
- 2016년 6월 22일 오전 5시 58분경, 5차 발사를 시도하였으나 실패한 것으로 추정된다고 남한 합참본부는 밝혔다.[18]
- 2016년 6월 23일 조선중앙통신은 화성-10의 6차 시험발사가 성공했다고 보도했다. 시험발사는 탄로로케트의 최대사거리를 모의하여 고각발사체제로 진행됐으며, 김정은이 참관했고, 예정비행궤도를 따라 최대정점고도 1,413.6km까지 상승비행해 400km 전방의 예정된 목표수역에 정확히 낙탄되었다고 보도했다. 이번 시험발사에는 리만건, 리병철, 김정식, 유진 등 노동당 중앙위 책임일꾼들과 김락겸 전략군사령관, 박영래 전략군중장이 참여했다.[19] 조선중앙통신은 "재돌입구간에서의 전투부 열 견딤특성과 비행안정성도 검증됐다"고 보도했다.[20] 한 군사전문가는 "최고 고도 1,000km가 맞다면 대기권 재진입시 마하 20~25 속도(시속 24,000~30,000km, 초속 6.8~8.5km)로 들어오기 때문에 대기권 재진입 기술을 검증하기에 좋은 환경"이라고 한다.[21] 한 대북소식통은 6차례 진행된 무수단 미사일이 고체연료를 사용했다고 주장했다. 2007년 북조선에 실전배치된 무수단 미사일은 액체연료지만, 2016년 6차례의 시험발사는 고체연료를 사용했다고 말했다.[22] 2016년의 무수단이 고체연료 버전이라면, 러시아 R-27 SLBM(액체연료) 보다는 중국 JL-1 SLBM(고체연료)에 가깝다.
- 2016년 10월 15일 12시 33분, 북조선이 최초로 방현비행장 인근에서 무수단 미사일을 발사했다. 이 곳에서 발사한 이유는, 은밀하게 발사 장소를 변경해 한미 군 당국의 선제타격을 회피하면서 기습 도발하는 훈련을 한 것 같다고 보도되었다.[23] 그러나 방현비행장은 북조선의 핵무기 공장으로 추정되는 곳인데, 북조선이 최초로 핵무기 공장에서 탄도 미사일을 발사했다는 의미가 있다. 한미 군당국은 북조선이 조만간 탄도 미사일에 핵탄두를 장착해 시험발사하지 않겠느냐는 예상을 해왔다.

## 같이 보기
- 방현비행장

- R-27
- DF-21
- JL-1
- KN-08